# Blaszka pokrywy

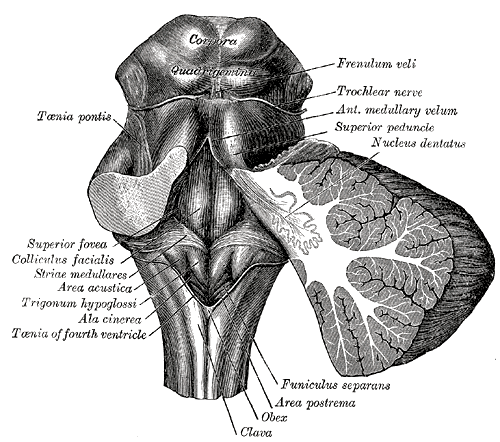
Blaszka pokrywy widoczna w górnej części ilustracji, podpisana Corpora Quadrigemina.

Blaszka pokrywy, blaszka czworacza (łac. lamina tecti, lamina quadrigemina) – w anatomii człowieka grzbietowa część pokrywy śródmózgowia, składająca się z pary wzgórków dolnych (colliculi inferiores) i wzgórków górnych (colliculi superiores). Od każdego z wzgórków biegnie w kierunku bocznym do przodomózgowia pasmo istoty białej, zwane ramieniem wzgórka (brachium colliculi). Ramiona wzgórków dolnych dochodzą do ciał kolankowatych przyśrodkowych, ramiona wzgórków górnych do ciał kolankowatych bocznych. Poniżej dolnych wzgórków blaszki pokrywy z mózgowia wychodzą nerwy bloczkowe.